# بريزيدينت جانيو كوادروس
بريزيدينت جانيو كوادروس بلدية في ولاية باهيا في المنطقة الشمالية الشرقية من البرازيل.